# Real Betis Balompié 2010-2011
Questa pagina raccoglie i dati riguardanti il Real Betis Balompié nelle competizioni ufficiali della stagione 2010-2011.

## Stagione
Il Real Betis vince il campionato di seconda divisione e viene promosso in Liga. In Coppa del Re arriva ai quarti di finale.

## Rosa
| N. |                       | Ruolo | Calciatore                   |
| -- | --------------------- | ----- | ---------------------------- |
| 1  | Portogallo (bandiera) | P     | Ricardo                      |
|    | Spagna (bandiera)     | C     | Canas                        |
|    | Spagna (bandiera)     | C     | Juan Pablo Caffa             |
| 4  | Spagna (bandiera)     | D     | Ignacio Pérez Santamaría     |
| 5  | Spagna (bandiera)     | C     | Jerónimo Figueroa Cabrera    |
| 8  | Spagna (bandiera)     | C     | Arzu                         |
| 10 | Spagna (bandiera)     | C     | Fernando Vega                |
| 11 | Brasile (bandiera)    | D     | Iriney                       |
| 11 | Brasile (bandiera)    | D     | Rovérsio Rodrigues de Barros |
| 13 | Spagna (bandiera)     | P     | Casto Espinosa               |
| 14 | Spagna (bandiera)     | C     | Capi                         |
| 17 | Camerun (bandiera)    | A     | Achille Emana                |

| N. |                       | Ruolo | Calciatore          |
| -- | --------------------- | ----- | ------------------- |
| 22 | Spagna (bandiera)     | D     | Miki Roqué          |
| 25 | Spagna (bandiera)     | C     | Ezequiel Calvente   |
| 26 | Spagna (bandiera)     | A     | Jonathan Pereira    |
| 27 | Spagna (bandiera)     | D     | David Belenguer     |
| 28 | Spagna (bandiera)     | A     | Israel Bascón       |
|    | Portogallo (bandiera) | D     | Miguel Lopes        |
|    | Germania (bandiera)   | C     | David Odonkor       |
|    | Spagna (bandiera)     | A     | Jorge Molina        |
|    | Spagna (bandiera)     | A     | Salva Sevilla       |
|    | Spagna (bandiera)     | C     | Rodrigo Suárez Peña |
|    | Spagna (bandiera)     | C     | Beñat Etxebarria    |